# Cordia elaeagnoides

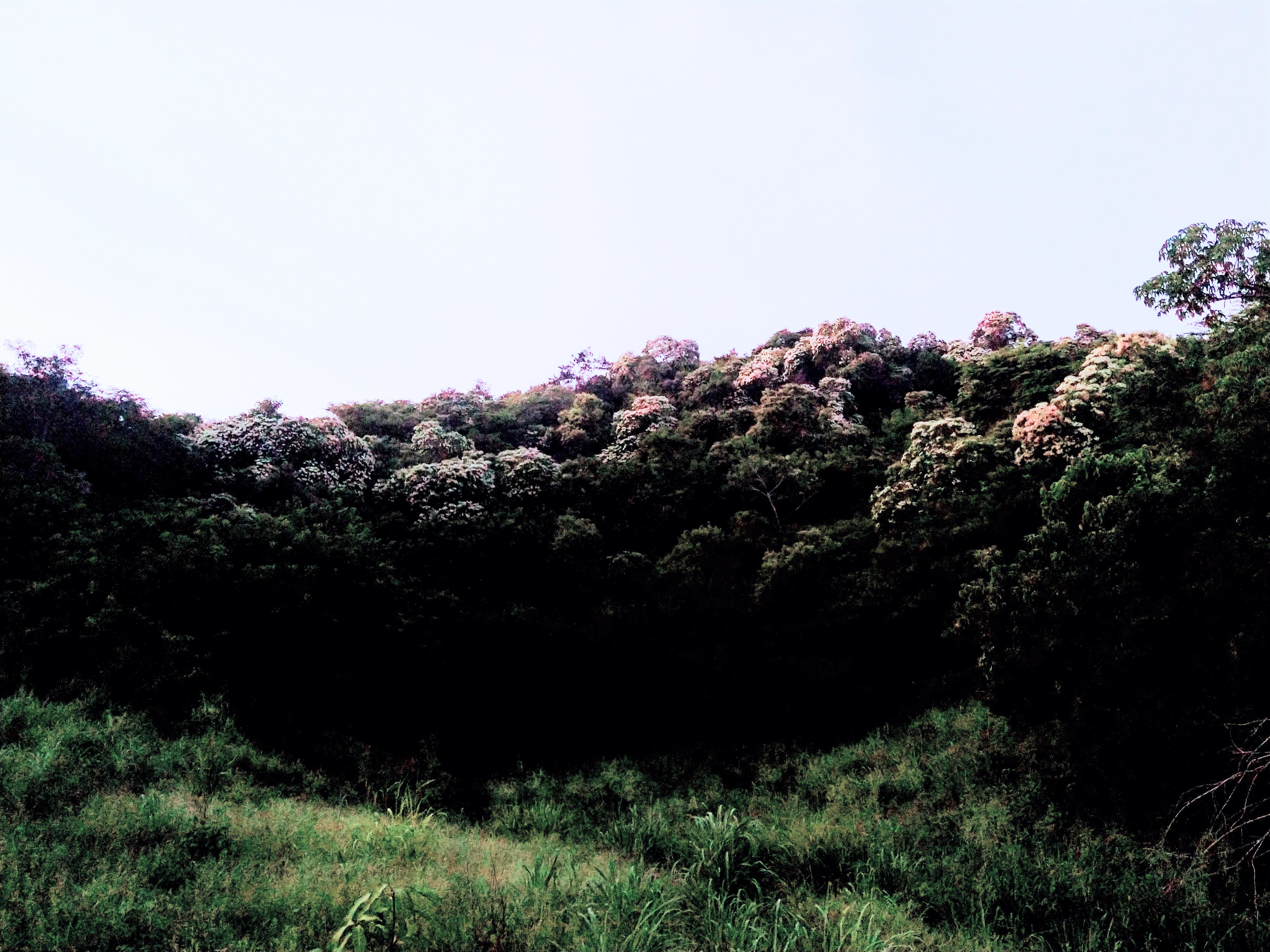
Cordia elaeagnoides en costa grande, Guerrero

El  barcino, bocote o inmortal (Cordia elaeagnoides) es un árbol perteneciente a la familia Cordiaceae. Alcanza hasta 20 m de altura. Habita en Méxicoes encontrado principalmente en el pacífico, desde el sur de Nayarit, Jalisco, Colima, Michoacán, Guerrero, Oaxaca y hasta partes de Chiapas, incluyendo la cuenca del río Balsas, en selvas secas y medianas.
Su madera es muy apreciada para construcción de muebles y es muy apreciado por sus flores y follaje atractivo.
Siempre que se acerca el día de muertos , el árbol de bocote florece. Su flor es blanca, es delicada que una vez que pasa el 2 de noviembre empieza a marchitarse, de ahí que se relaciona solo con esas fechas ya que en el transcurso del año permanece solo sus hojas verdes.